# ラ・エストレージャ (プロレスラー)
ラ・エストレージャ (LA ESTRELLA) は、DRAGON GATE所属のプロレスラー。

## 来歴
2020年12月15日、東京・後楽園ホールで、横須賀ススム相手にデビュー。

## 得意技
ライブラ
フィニッシャー。人工衛星ヘッドシザースのように飛び付いてからスクールボーイで丸め込む技。
コウモリ/（旧名コルミージョまたは、ムルシェラゴ）
吉野正人から伝承。
アラビアンプレス
メテオリト
ジュピター450
リバース450スプラッシュ
プラネットフライ
イスタパラパ

## タイトル歴
DRAGON GATE
- オープン・ザ・トライアングル・ゲート王座（第72代）（パートナーはジェイソン・リー&ドラゴン・ダイヤ）

## 入場曲
- 紫炎の超新星：緋村剛（ストレイドッグカンパニー）